# مارغريت كرافين (كاتبة)
مارغريت كرافين (بالإنجليزية: Margaret Craven)‏ (13 مارس 1901، هيلينا في الولايات المتحدة - 19 يوليو 1980، ساكرامنتو في الولايات المتحدة)؛ كاتِبة ومؤلِّفة، صحفية وروائية أمريكية. درست في جامعة ستانفورد.